# Vertiport
Ein Vertiport (Verti- steht für vertikal und Port für Hafen, analog Flughafen) ist ein zukünftiges, noch kaum realisiertes Konzept als Start- und Landeplatz für senkrecht startende und landende Fluggeräte, eVTOLs. Er kann bei großem Flugverkehrsaufkommen Teil eines Vertihubs sein. Ein Vertiport entspricht einem bisherigen Hubschrauberlandeplatz (auch Heliport oder Helipad).

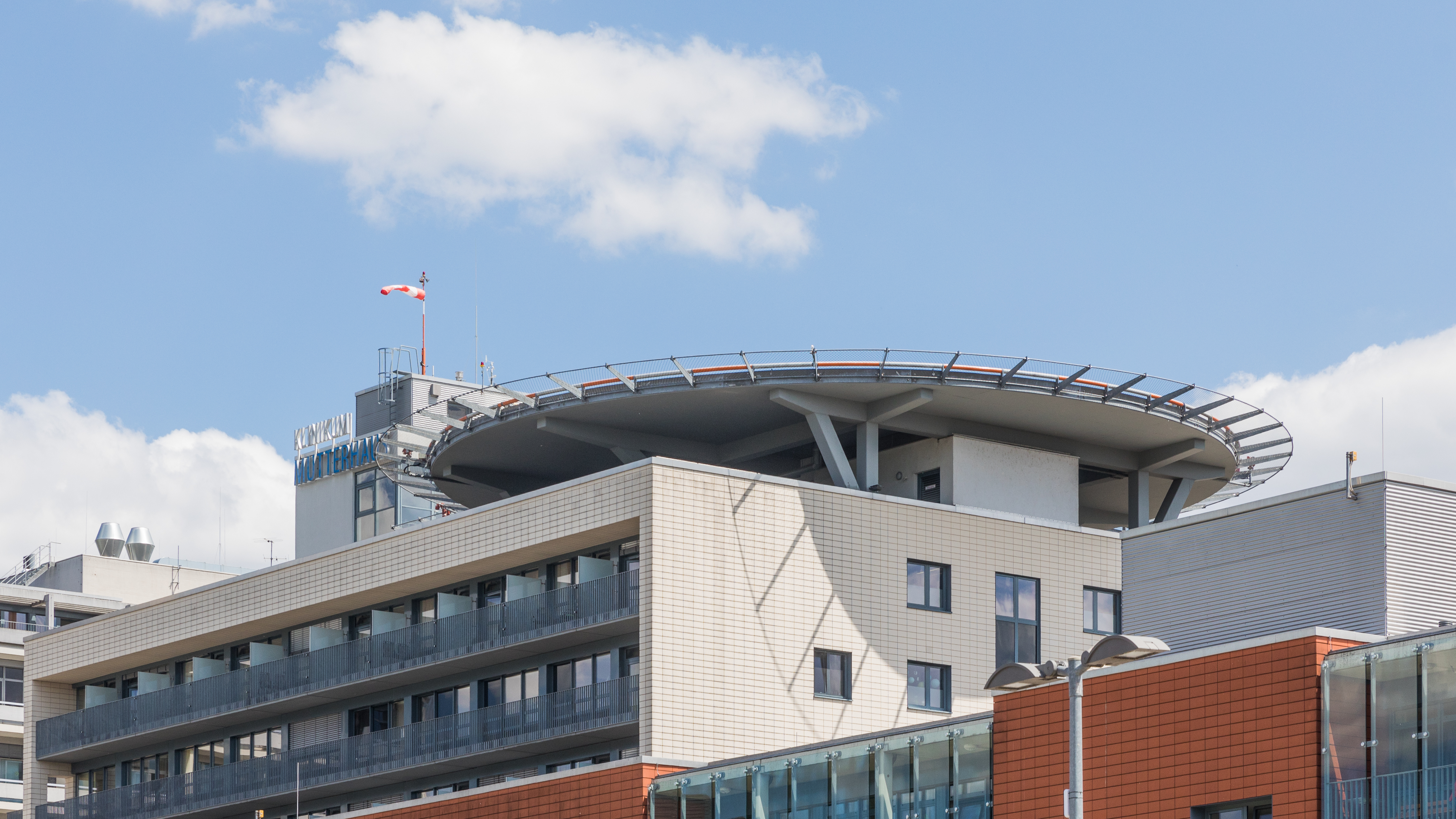
Helipad, analog zu einem möglichen Vertiport

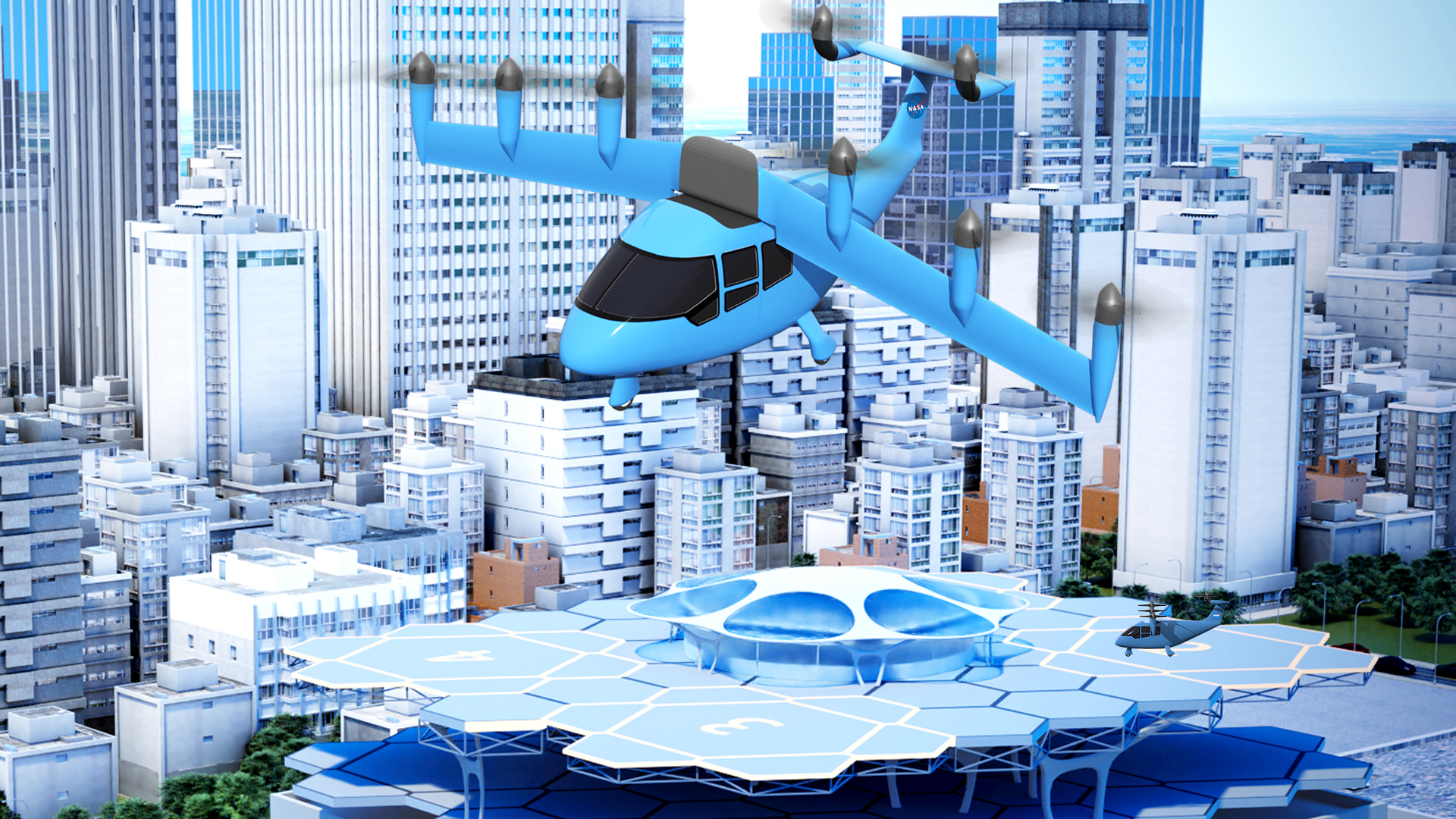
Vertiport (Rendering)

## Allgemeines

### Vertihub
Ein Vertihub ist die größte Einheit der eVTOL Infrastruktur. Typisch sind z. B. 10 Start- und Landeplätze und 20 weitere Stellplätze für parken und Wartung. Es ist ein Start- und Landeplatz für eine größere Anzahl von eVTOLs. Es umfasst mindestens zwei Vertiports oder Vertipads und dient als größte Struktur in der UAM-Umgebung. Vertihubs sind für verdichtete Regionen mit hohem Verkehrsaufkommen gedacht. Der Name ist abgeleitet von vertikal und Hub, das für Luftfahrt-Drehkreuz steht.

### Vertibase

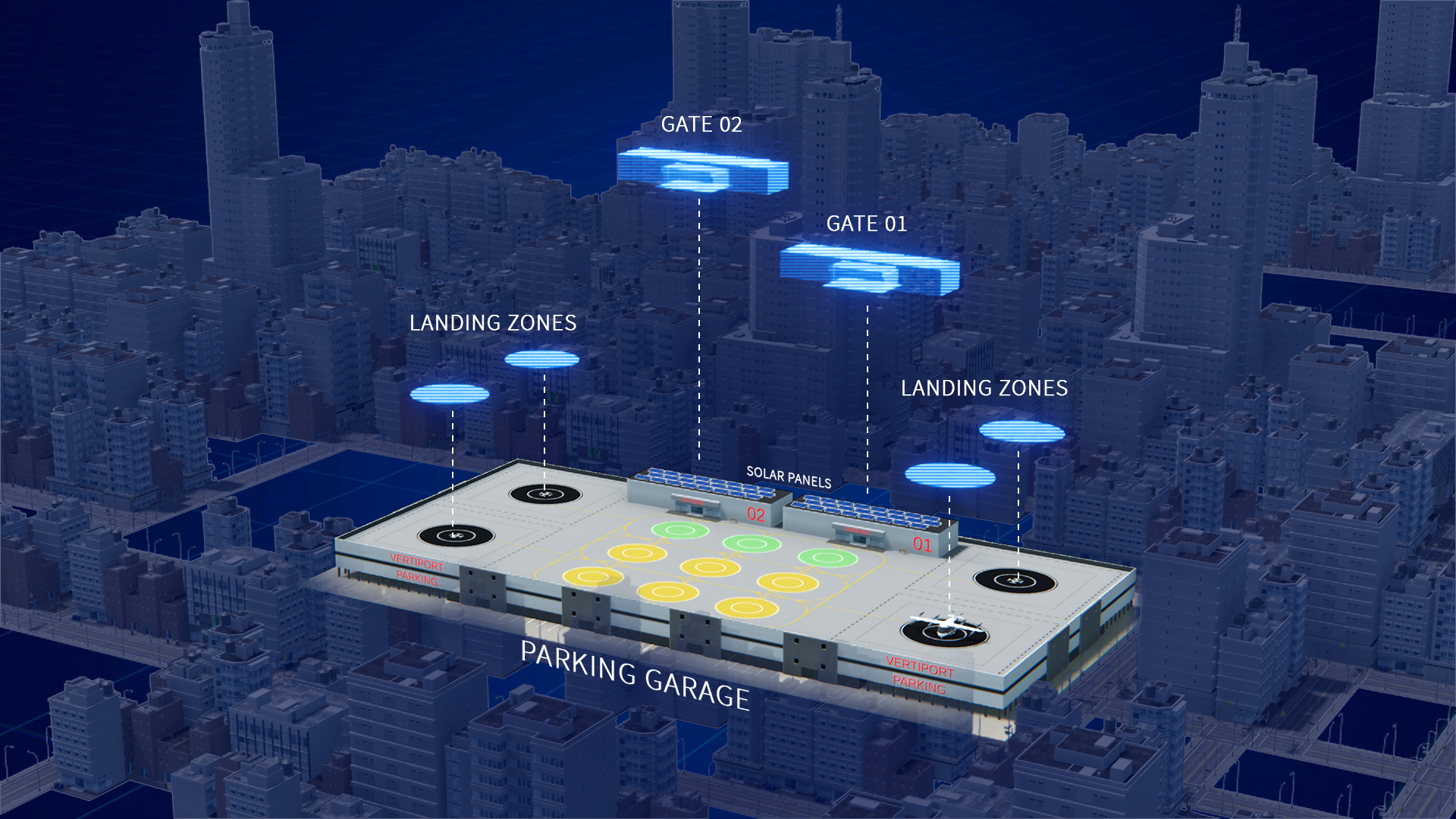
Vertiport schematische Darstellung

Vertibases haben eine mittlere Größe. Sie befinden sich in Vorstädten mit mittlerem Verkehrsaufkommen oder an wichtigen Arbeits- oder Einzelhandelsstandorten. Typisch sind etwa drei Start- und Landeplätze und doppelt so viele Stellplätze für parken und Wartung.

### Vertistation
Vertistations sind mobile und modulare Vertistation Mobility Hubs.

### Vertipad
Vertipads sind die kleinste Einheit. Sie passen gut in Stadtzentren z. B. auf vorhandene Bebauung.

## Geschichte
Da es bis jetzt nur Prototypen und keine zugelassenen Serienmodelle von eVTOLs gibt, sind alle bisherigen Vertiports nur kurzzeitige, vorübergehende Projekte. Seit 2015 gibt es einen Vertiport in Chicago, USA. In Coventry, Großbritannien wurde im April 2022 ein Vertiport (Air-One) vom Betreiberunternehmen Urban Air-Port eröffnet, der bisher von Drohnen genutzt wird. 200 ähnliche Vertiports sind weltweit geplant. Ab 2024 sollen dort auch eVTOLs starten und landen. Seit 2020 plant Lilium den Bau eines Vertiports in der Nähe des Orlando International Airports in Lake Nona, Vereinigte Staaten. Joby Aviation ging eine Partnerschaft mit der REEF Technology and Neighborhood Property Group (NPG) ein, um die Dächer von Parkhäusern als Start- und Landeflächen zu nutzen. Der erste Vertiport-Prototyp für eVTOLs in Singapur wurde von Volocopter und Skyports im Rahmen des ITS World Congresses 2019 erstellt und für wenige Tage auf dem Marina Bay Floating Stadium ausgestellt. Die Architektur ist von der Berliner Innovationsagentur Brandlab. Es gibt Vertiport-Projekte in Rom (erstes in Italien) und Hamburg.
Mobile Vertipads sind in Planung. Inzwischen gibt es Baufirmen, die sich zum Teil auf Veriports spezialisiert haben, wie z. B. Ferrovial.
ITA Airways, Airbus, UrbanV und Enel arbeiten bei einem Advanced Air Mobility (aam) Ecosystem in Italien zusammen. Airbus trägt das Fluggerät dazu bei, UrbanV ist der Vertiport Netzwerk Operator und Enel der Lösungsanbieter. UrbanV plant, ein wichtiger globaler Betreiber von Vertiport-Netzen zu werden. Außerdem möchten sie bei der Einrichtung einiger der ersten eVTOL-Strecken weltweit eine führende Rolle übernehmen.
Joby Aviation plant Lufttaxi-Dienste in Dubai und den Vereinigten Arabischen Emiraten. Dafür sind ab 2026 vier Vertiports vorgesehen.